# LG GD510
LG GD510 (Sun Edition) — мобільний телефон компанії LG Electronics, випущений у вересні 2009 року, один із найкомпактніших повністю сенсорних телефонів на ринку.  Крім моделі у базовій комплектації на ринку також доступна її модифікація, оснащена сонячною панеллю, — LG GD510 Sun Edition. 
Через 100 днів після запуску LG GD510 в Європі та країнах СНД його продажі становили 1 мільйон екземплярів. 

## Інтерфейс Active Flash
Користувальницький інтерфейс LG GD510 являє собою спрощену версію тривимірного інтерфейс у S-class, що застосовується в інших продуктах компанії (наприклад, в LG KM900 Arena.  Цей інтерфейс підтримує три Робочих столи, переключатися між якими можна, перегортаючи або перетягуючи пальцем сторінки справа наліво. 
На кожному Робочому столі присутній незмінний рядок з чотирьох ярликів, горизонтально розміщених у нижній частині панелі. Справа наліво: «Перехід у головне меню», підпункт меню «Повідомлення», підпункт меню «Контакти» та підпункт меню «Набір номера». 
На першому Робочому столі установлено фіксований набір віджетів, розміщений на «еластичній стрічці». Стрічка розтягується від дотику, дозволяючи «перетягнути» на екран потрібний віджет. Повернути його назад на стрічку можна у такий же спосіб. Струшування телефону вирівнює обрані віджети у необхідному порядку. 
Другий Робочий стіл — Livesquare — вперше реалізований у тачфоні, хоча раніше вже використовувався у мобільних телефонах LG.  По суті, являє собою анімовану історію дзвінків та повідомлень. Контакти, які використовуються найчастіше, відображаються у вигляді фігурки (люди або тварини) з підписом у вигляді імені чи номера.  Вибравши контакт на полі Livesquare, можна зробити одну з трьох дій — подзвонити, відредагувати або відправити повідомлення. Також контакти можна об'єднувати за допомогою виділення для мультирозсилки. 
Третій Робочий стіл призначений для швидкого доступу до обраних номерів адресної книги.

## Сонячна панель
LG GD510 оснащений стандартною акумуляторною батареєю та опціонально може комплектуватися сонячною панеллю. У моделі з індексом Sun Edition сонячна підзарядка входить до комплекту постачання. 
Сонячна панель кріпиться до тильної панелі телефона замість звичайної кришки і дозволяє підживлювати акумулятор далеко від електромережі, використовуючи енергію сонця.  Десяти хвилин такої підзарядки при інтенсивності світла 80 000 люксів достатньо для здійснення дзвінка тривалістю 2 хв 15 сек. Повна підзарядка акумуляторної батареї відбувається за 15 годин — за умови, що сонячні промені безперервно висвітлюють пристрій під кутом 90 градусів.
При підключенні сонячної панелі на екрані на індикаторі батареї з'являється символ сонця: сірого кольору у неактивному стані і червоного — під час підзарядки. 
Сонячна панель дозволяє заряджати телефон від будь-якого джерела світла (сонця, автомобільних фар, ліхтарика). Під сонячними променями підзарядка відбувається швидше — за умови, що вони не заломлюються через скло. 

## Можливості та характеристики
| Технічні характеристики                  | Технічні характеристики                                                                                      |
| ---------------------------------------- | --- |
| Частотний діапазон                       | Мережі GSM 850/900/1800/1900                                                                                 |
| Розмір                                   | 98.7x49.5x11.2 мм                                                                                            |
| Вага з акумулятором                      | 87 г |
| Ємність стандартного акумулятора         | 900 мАч |
| Дисплей                                  | 3 дюйми, TFT, роздільна здатність 240х400                                                                    |
| Камера                                   | 3 Мпикс, максимальна роздільна здатність 2048x1536                                                           |
| Запис відео                              | 320x240, 3GP                                                                                                 |
| Вбудована пам'ять                        | 49 Мб |
| Зовнішня пам'ять                         | MicroSD, до 8 ГБ                                                                                             |
| Повідомлення та комунікаційні можливості | |
| Підтримка SMS                            | так |
| Підтримка MMS                            | так |
| Підтримка E-mail                         | так |
| WAP                                      | 2.0 |
| GPRS                                     | так |
| EDGE                                     | так |
| USB                                      | 2.0 |
| Інфрачервоний порт                       | немає |
| Bluetooth                                | так |
| Інші функції                             | |
| Вбудована телефонна книга                | 1000 контактів                                                                                               |
| Ідентифікация абонента за фотографією    | так |
| Органайзер                               | так |
| Будильник                                | так |
| Калькулятор                              | так |
| Конвертор величин                        | так |
| Світовий час                             | так |
| Диктофон                                 | так |
| Функція швидкого набору номера           | так |
| Секундомір                               | так |
| Синхронізація з ПК                       | так |
| Функція знімного диска                   | так |
| Вібродзвінок                             | так |
| Гучний зв'язок                           | так |
| Вбудовані ігри                           | так |
| Підтримка JAVA                           | так |
| Профілі                                  | 7 |
| Абонентські групи                        | так |
| Вбудований аудіо плеєр                   | так (MP3, AAC, AAC+, WAV)                                                                                    |
| Вбудований відео плеєр                   | такMP4)/H.263/H.264                                                                                          |
| Еквалайзер                               | так |
| FM-радіо                                 | Stereo |
| Соціальні мережі                         | «Я. Онлайн», Idea Widgets (icq, «Вконтакте», «Одноклассники») Social Networking (Facebook, Twitter, Myspace) |
| Додатково                                | |
| Розпізнає документи                      | doc,xls,pps                                                                                                  |